# Cimetière militaire de Ration Farm
Le cimetière militaire de Ration Farm, ou cimetière militaire de La Plus Douve (appelé notamment en anglais Ration Farm (La Plus Douve) Cemetery) est un cimetière militaire britannique commémorant les soldats morts de la Première Guerre mondiale, situé dans le village belge de Ploegsteert. Le cimetière est situé à 3,25 km au nord du centre du village et à 900 m au sud-est de Wulverghem. Il a été conçue par George Goldsmith et est entretenue par la Commonwealth War Graves Commission. Le site, d'une superficie de 1 459 m², est de forme rectangulaire avec une petite saillie à l'angle sud-ouest. Le cimetière est entouré par un mur de briques sur trois côtés et par une haie du côté est où se dresse la Croix du Sacrifice. Il est situé à 100 m de la route et accessible par la cour d'une ferme. De l'autre côté de la ferme, à 90 m au sud, se trouve le cimetière La Plus Douve Farm.
Il y a 203 soldats enterrés, dont 9 soldats inconnus.

## Histoire
Il y avait deux fermes dans la vallée de la Douve. L'un, La Petite Douve, a été la cible d'une attaque réussie du 7e Bataillon d'infanterie canadien en novembre 1915 et l'autre, qui était aux mains des Alliés pendant la majeure partie de la guerre, a été utilisé comme quartier général de bataillon. On la nommait également Ration Farm car on y apportait les rations de nuit. Le cimetière a été utilisé de janvier 1915 à janvier 1918.
186 Britanniques, 12 Australiens, 4 Néo-Zélandais et 1 Allemand sont désormais commémorés.

## Cimetières

### Personnel militaire distingué
- R. Stewart, sergent dans les Argyll and Sutherland Highlanders a reçu la Médaille de conduite distinguée (DCM).
- Vincent Thomas Stone, soldat dans l' infanterie australienne a reçu la médaille militaire (MM).

### Alias
- Le soldat C. Duffield a servi avec le North Staffordshire Regiment sous le pseudonyme de C. Hodgkins.